# 板取村立保木口小学校
板取村立保木口小学校 （いたどりそんりつ ほきぐちしょうがっこう）は、かつて岐阜県武儀郡板取村（現・関市）に存在した公立小学校。

## 概要
- 保木口が校区であった。1980年に板取北小学校に統合され、廃校。
- 体育館は関市保木口体育館として使用されていたが、2016年（平成28年）に廃止された[1]。また校地の一部には保木口集会場が建てられている。

## 沿革
- 1873年（明治6年） - 三余学校保木口分教室として開校。
- 1886年（明治19年） - 独立し、保木口簡易小学校となる。
- 1890年（明治23年） - 保木口尋常小学校に改称する。
- 1907年（明治40年） - 岩本尋常小学校と保木口尋常小学校を統合、中切尋常小学校となる。
- 1908年（明治41年） - 中切尋常小学校から保木口尋常小学校が分離し開校。
- 1912年（明治45年） - 新築移転。
- 1941年（昭和16年）4月1日 - 保木口国民学校に改称する。
- 1947年（昭和22年）4月1日 - 板取村立保木口小学校に改称する。
- 1960年（昭和35年） - 校舎を新築する。
- 1973年（昭和48年）3月 - 校区の一部（杉原、及び田口の一部）の住民が中切小学校への通学を主張。この地域の児童は中切小学校へ転校する。
- 1980年（昭和55年）3月 - 板取北小学校に統合され、廃校。